# Gemeentehuis van Waalwijk
Het voormalige gemeentehuis van Waalwijk is gebouwd in de periode 1929-1932 naar een historiserend ontwerp van Alexander Jacobus Kropholler. De bebouwing rond het Raadhuisplein in Waalwijk is in de periode 1931-1936 vrijwel geheel door Kropholler ontworpen en bestaat naast het gemeentehuis uit verschillende andere gebouwen. Tot 2010 fungeerde het gebouw als het gemeentehuis van de gemeente Waalwijk. Het bouwwerk heeft aan de voor- en achterzijde een trapgevel. In 1986 werd het raadhuiscomplex uitgebreid in een stijl die aansluit bij het reeds bestaande gedeelte. In 2010 betrokken gemeentebestuurders en -ambtenaren een nieuw stadhuis aan de Winterdijk, waarna in de jaren daarna het kenmerkende raadhuis van Kropholler een nieuwe maatschappelijke functie kreeg als het 'Huis van Waalwijk'.

## Exterieur
Het gebouw bestaat uit grote, handgevormde warmrode gevelstenen in lichtgrijze voegen. De afmetingen van het gebouw zijn 24 meter lang, 18 meter breed en 35 meter hoog en is gedekt met Noorse leien. De trapgevel imponeert, mede door het wapen van Waalwijk (3,5 m bij 3,5 m), en door de loggia met daarboven een klok op een tegeltableau. Een zandstenen koe en een os liggen bovenaan de granieten trappen van het bordes naar de hoofdingang en zijn van de hand van beeldhouwer Lambertus Zijl. Deze beelden drukken de relatie uit met de leder- en schoenindustrie, die Waalwijk grote voorspoed gaf in de 19e en de eerste helft van de 20e eeuw.
Twee leeuwen met de wapens van Nederland en de provincie Noord-Brabant, een gevelnaald en drie zware, menie-kleurige ankers completeren het geheel. De ramen zijn bezet met neu-antiekglas, waar alleen van binnen uit doorheen gekeken kan worden. Alle deuren zijn van Java-teakhout en afgewerkt met handgesmede hengsels, deurkrukken en voetplaten. Verder tonen ijzeren spijlen en hekwerken, bronzen deurbeslag, gemetselde, afgeschuinde negkanten Krophollers uitzonderlijke vakmanschap.
Voor de bakstenen straatlantaarn met granieten voet tegenover het gebouw gebruikte Kropholler hetzelfde ontwerp als voor de in 1932 onthulde Burgemeester Wendelaarlantaarn in Alkmaar.

## Interieur
De harmonische bouwstijl van Kropholler is ook binnen in het raadhuis te vinden. De wanden van de hal, het trappenhuis en aansluitende kamers en gangen zijn in verschillende, kleurrijke steensoorten uitgevoerd, gecombineerd met bijpassende glazuren lambrisering. Zandstenen kolommen, gemetselde bogen met aanzetstukken en het getourde gewelf maken het interieur levendig en sierlijk. Het geheel is verder rijk aan exclusieve houtsoorten verwerkt in zoldering, deuren en meubilair.
Overal bevinden zich kunstzinnige details en er zijn een groot aantal kunstvoorwerpen van beeldende kunstenaars te zien, zoals:
- Lambertus Zijl: maakte naam door de Beurs van Berlage (Amsterdam) van buiten van beelden te voorzien. Voor het Waalwijks stadhuis vervaardigde hij een zandsteen reliëf van koningin Wilhelmina; de zandstenen koe en de os bovenaan de trappen, en alle vogel- en dierenfiguren.
- Cephas Stauthamer: maakte het mozaïek met de naam ‘Handel’, verwijzend naar de bij de start inpandige Kamer van Koophandel.
- Felix Timmermans: deze ontwierp het tegeltableau ’St. Crispinus en St. Crispinianus’, patroonheiligen van de schoenmakers en leerlooiers;
- Julie Kropholler: zuster van de architect: haar glas-in-loodramen in buitengevels, onder meer versierd met de 12 dierenriemtekens en afbeeldingen van de planeten Venus en Mars, zorgen voor een prachtige lichtinval.
- Veerle Dupont: Vlaams kunstenares, maakte het wandtapijt in de trouwzaal.
- Eduard Speyart van Woerden: bronzen plaquette in houten lijst van koningin Beatrix.
- Theo van Delft: Waalwijks beeldend kunstenaar, van zijn hand zijn de in brons gegoten buste van koningin Juliana; het uit zandsteen vervaardigd standbeeld van Hertog Jan II van Brabant; een zandsteen reliëf van het oude raadhuis (in 1824 door brand verwoest); de muurschildering in de trouwzaal naar Bijbelse motieven. Hij schilderde Adam en Eva in het paradijs maar zorgde tevens voor Waalwijkse herkenningspunten, zoals de oude kerktoren van Baardwijk. Omdat de wand herkenbaar moest blijven, paste hij geen perspectief toe. Inspirerende Bijbelteksten onderschrijven het geheel. Ook van zijn hand is het in de trouwzaal aanwezige, geschilderde portret van oud-burgemeester E.J.C. Moonen.

Door het gehele gebouw vervolmaken wijsgerige en op religie gebaseerde spreuken de prachtige ambiance. In de raadszaal verwijzen de wapens van Waalwijk en de voormalige gemeenten Baardwijk en Besoyen naar hun afzonderlijke status van vóór de samenvoeging in 1924.

## Fotogalerij

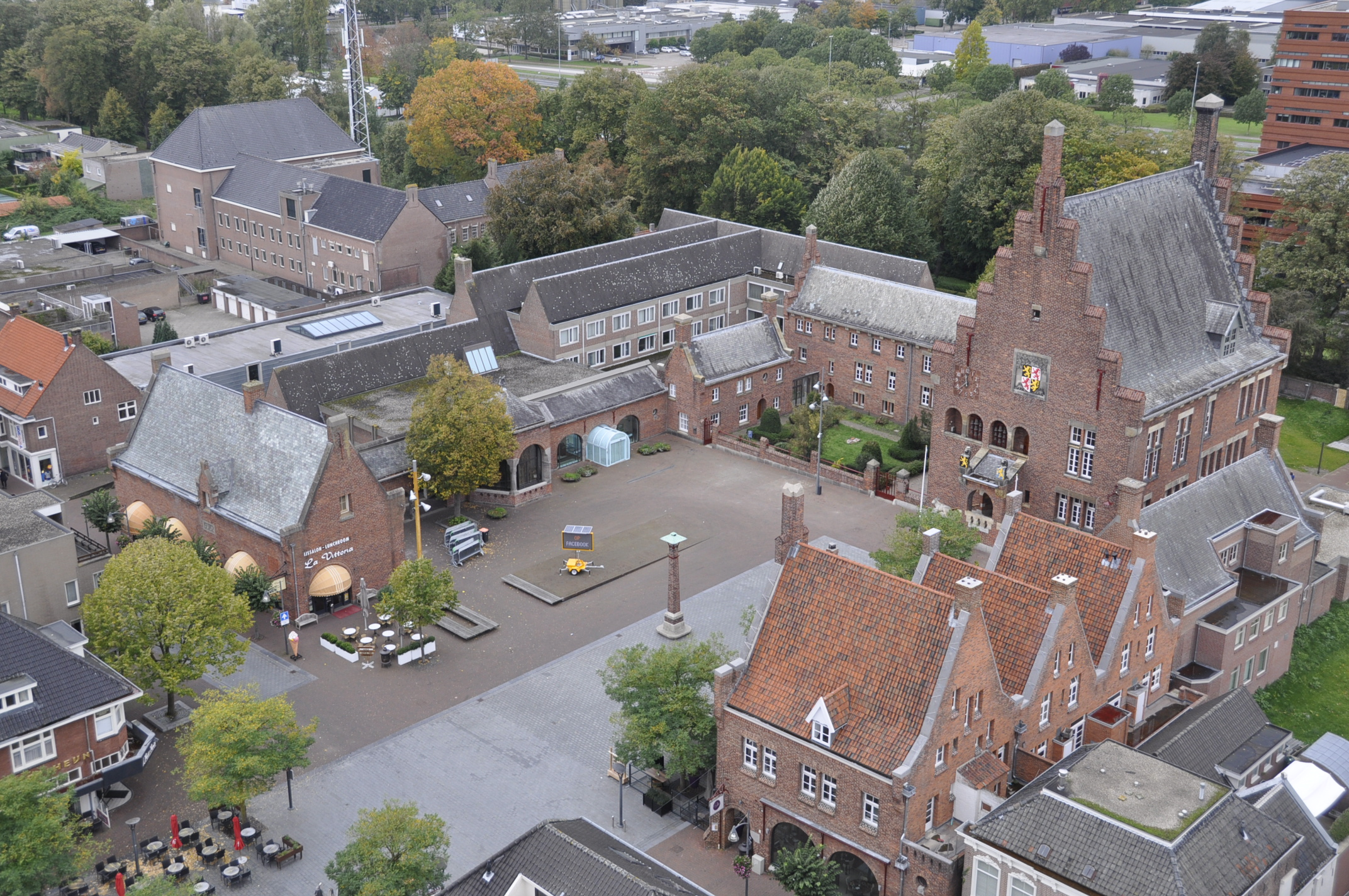
Voormalige gemeentehuis van Waalwijk, okt. 2017
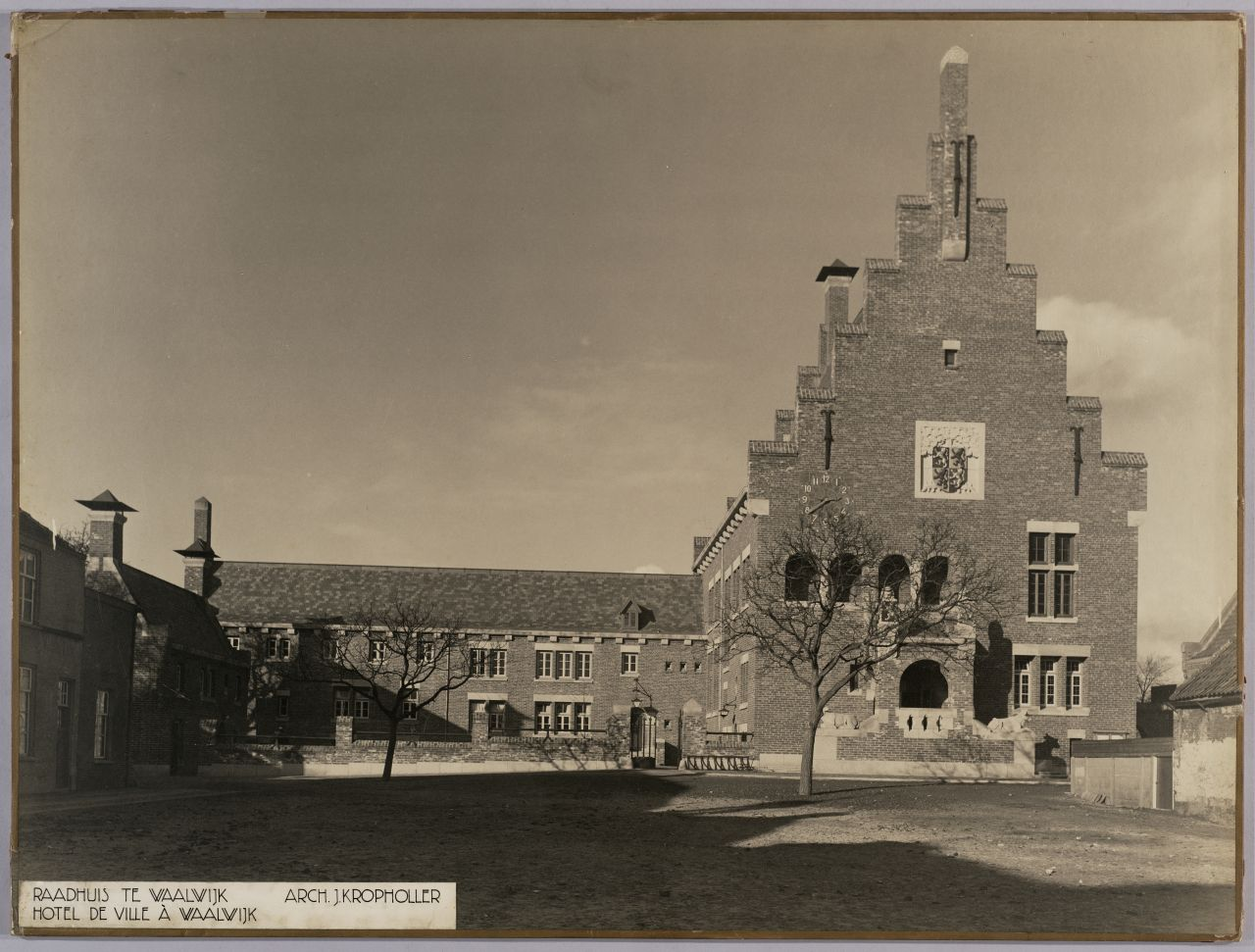
Raadhuis van de gemeente Waalwijk, kort na de oplevering in 1932